# 孙德豪森
孙德豪森是德国图林根州的一个市镇。总面积8.06平方公里，总人口379人，其中男性186人，女性193人（2011年12月31日），人口密度47人/平方公里。